# Formation de Yorktown
La formation de Yorktown est une formation géologique que l'on trouve dans les plaines du Maryland, de Virginie, de Caroline du Nord et de Caroline du Sud aux États-Unis.

## Âge
Cette formation est très riche en fossiles. Elle est datée, à partir d'études sur les ostracodes et foraminifères qu'elle contient, de la fin du Miocène supérieur au Pliocène moyen, soit environ entre 7 et 3,5 Ma (millions d'années).

## Paléofaune
- Bivalves : Glycymeris subovata  (Glycymerididae), Chesapecten jeffersonius, Chesapecten madisonius, Mercenaria tridacnoides, Panopera reflexa[2], Chama, Ensis (« couteau »), Striarca et Noetia (Noetiidae), Cerastoderma, Dosinia, Mulinia, Kuphus (taret), Panope et une huître du genre Ostrea
- Gastéropodes : Crucibulum, Calliostoma, Busycon, Turritella et Crepidula
- Foraminifères, dont les marqueurs stratigraphiques : Dentoglobigerina altispira (Globigerinida), Sphaeroidinellopsis et Globorotalia puncticulata[3]
- Coraux Scleractinia, dont Septastrea marylandica, Paracyathus vaughani (Caryophylliidae) et Astrangia lineata
- Ostracodes
- Bryozoaires
- Cirripèdes, dont Balanus
- Vers
- Éponges
- Oiseaux, dont le grand pélican Pelecanus schreiberi.